# شيتانغ
شيتانغ بلدة قديمة سياحية بمقاطعة

صورة من البلدة

جيجيانغ في الصين، تعتبر هذه البلدة جد هادئة وتحتوي على 9 أنهار تتلاقى فيما بينها ويجمع بينهم عدة جسور، في القسم القديم للبلدة - وهو الطاغي على باقي الأقسام - نجد جميع المباني مرتبطة بقنوات ، ووسيلة النقل في المنطقة ، تعتمد على السفن وعددها كبير ومتوفرة للجميع .

## وصلات خارجية
البلدة
3d